# Åke Qvarfort
Åke Qvarfort, född 1961 i Göteborg, är en Uppsalabaserad författare som arbetar som systemadministratör på Uppsala universitet. Han skriver skräck och science fiction, men tillsammans med sin fru Lovisa Wistrand skriver han även romance, romantasy och erotiska noveller.
En av deras pseudonymer Vanessa Salt har av DN rankats som en av de tio mest lyssnade erotikförfattarna i Sverige.